# Natació al Campionat del Món de natació de 2013 – 4 × 100 m lliures femení
El relleu de 4 × 100 metres lliures femení es va celebrar el 28 de juliol de 2013 al Palau Sant Jordi a Barcelona.

## Rècords
Els rècords del món abans de començar la prova:
| Rècord del món       | Països Baixos · Inge Dekker (53.61) · Ranomi Kromowidjojo (52.30) · Femke Heemskerk (53.03) · Marleen Veldhuis (52.78) | 3:31.72 | Roma, Itàlia | 26 de juliol de 2009 |
| Rècord del campionat | Països Baixos · Inge Dekker (53.61) · Ranomi Kromowidjojo (52.30) · Femke Heemskerk (53.03) · Marleen Veldhuis (52.78) | 3:31.72 | Roma, Itàlia | 26 de juliol de 2009 |

## Resultats
SA: Rècord sud-americà
OC: Rècord d'Oceania
AM: Rècord americà
DNS: No presentades

### Sèries
| Posició | Sèries | Carrer | Nedadores                                                                                                 | País            | Temps   | Notes |
| ------- | ------ | ------ | --- | --------------- | ------- | ----- |
| 1       | 2      | 5      | Simone Manuel (54.23) Natalie Coughlin (54.09) Elizabeth Pelton (54.66) Megan Romano (53.24)              | Estats Units    | 3:36.22 | Q     |
| 2       | 2      | 4      | Bronte Campbell (54.57) Emma McKeon (53.71) Brittany Elmslie (53.97) Emily Seebohm (54.21)                | Austràlia       | 3:36.46 | Q     |
| 3       | 1      | 6      | Victoria Poon (54.56) Sandrine Mainville (54.04) Chantal van Landeghem (53.93) Samantha Cheverton (55.50) | Canadà          | 3:38.03 | Q, NR |
| 4       | 1      | 3      | Michelle Coleman (54.50) Louise Hansson (55.08) Sarah Sjöström (53.13) Nathalie Lindborg (55.36)          | Suècia          | 3:38.07 | Q     |
| 5       | 2      | 6      | Veronika Popova (54.58) Victoria Andreeva (54.74) Mariya Baklakova (54.27) Margarita Nesterova (54.73)    | Rússia          | 3:38.32 | Q     |
| 6       | 1      | 4      | Inge Dekker (54.91) Femke Heemskerk (53.64) Esmee Vermeulen (55.22) Elise Bouwens (54.64)                 | Països Baixos   | 3:38.41 | Q     |
| 7       | 1      | 2      | Dorothea Brandt (55.36) Britta Steffen (53.63) Daniela Schreiber (54.95) Alexandra Wenk (55.25)           | Alemanya        | 3:39.19 | Q     |
| 8       | 2      | 3      | Haruka Ueda (55.39) Misaki Yamaguchi (54.51) Miki Uchida (54.85) Yayoi Matsumoto (54.49)                  | Japó            | 3:39.24 | Q     |
| 9       | 1      | 5      | Qiu Yuhan (54.93) Pang Jiaying (54.93) Wang Haibing (54.99) Chen Xinyi (54.44)                            | R.P. de la Xina | 3:39.29 |       |
| 10      | 2      | 2      | Alice Mizzau (55.57) Federica Pellegrini (53.98) Silvia di Pietro (55.12) Erika Ferraioli (54.83)         | Itàlia          | 3:39.50 | NR    |
| 11      | 2      | 1      | Larissa Oliveira (55.29) Daynara de Paula (55.36) Graciele Herrmann (55.23) Alessandra Marchioro (55.17)  | Brasil          | 3:41.05 | SA    |
| 12      | 1      | 7      | Marta Gonzaléz (56.39) Patricia Castro (55.34) Beatriz Gómez Cortés (55.99) Melanie Costa (54.36)         | Espanya         | 3:42.08 | NR    |
| 13      | 2      | 8      | Ingvild Snildal (56.17) Susann Bjornsen (55.99) Monica Johannessen (56.43) Henriette Brekke (56.42)       | Noruega         | 3:45.01 |       |
| 14      | 2      | 7      | Quah Ting Wen (56.81) Amanda Lim (57.02) Mylene Ong (57.92) Lynette Lim (57.10)                           | Singapur        | 3:48.85 |       |
| 15      | 1      | 8      | Hwang Seo-Jin (57.18) Kim Go-Eun (59.66) Han Na-Kyeong (58.92) An Se-Hyeon (59.91)                        | Corea del Sud   | 3:55.67 |       |
| 16      | 1      | 1      | | Mèxic           |         | DNS   |

### Final
| Posició | Carrer | Nedadores                                                                                                 | País          | Temps   | Notes |
| ------- | ------ | --- | ------------- | ------- | ----- |
| 1       | 4      | Missy Franklin (53.51) Natalie Coughlin (52.98) Shannon Vreeland (53.22) Megan Romano (52.60)             | Estats Units  | 3:32.31 | AM    |
| 2       | 5      | Cate Campbell (52.33) OC Bronte Campbell (53.47) Emma McKeon (53.19) Alicia Coutts (53.44)                | Austràlia     | 3:32.43 | OC    |
| 3       | 7      | Elise Bouwens (55.68) Femke Heemskerk (52.86) Inge Dekker (54.58) Ranomi Kromowidjojo (52.65)             | Països Baixos | 3:35.77 |       |
| 4       | 6      | Michelle Coleman (53.91) Louise Hansson (54.27) Sarah Sjöström (52.95) Nathalie Lindborg (55.43)          | Suècia        | 3:36.56 |       |
| 5       | 3      | Victoria Poon (54.65) Sandrine Mainville (54.00) Chantal van Landeghem (53.57) Samantha Cheverton (54.87) | Canadà        | 3:37.09 | NR    |
| 6       | 2      | Veronika Popova (55.11) Victoria Andreeva (54.62) Mariya Baklakova (54.42) Margarita Nesterova (54.30)    | Rússia        | 3:38.45 |       |
| 7       | 8      | Haruka Ueda (55.68) Misaki Yamaguchi (54.57) Miki Uchida (54.65) Yayoi Matsumoto (54.55)                  | Japó          | 3:39.45 |       |
| 8       | 1      | Dorothea Brandt (55.63) Britta Steffen (53.59) Alexandra Wenk (55.49) Daniela Schreiber (54.86)           | Alemanya      | 3:39.57 |       |